# Liste de peintures de Jean-Baptiste Pater
Cette page fournit une liste de tableaux du peintre français Jean-Baptiste Pater (1695-1736).

## Chronologie
| Tableau | Titre                                                                                        | Date                      | Dimensions                       | Référence              | Lieu de conservation                                    |
| ------- | -------------------------------------------------------------------------------------------- | ------------------------- | -------------------------------- | ---------------------- | ------------------------------------------------------- |
|         | Réunion d’acteurs de la comédie italienne dans un parc                                       | 1715-1730                 | huile sur toile 24 × 32 cm       | Base Atlas             | Paris, Musée du Louvre                                  |
|         | Fête galante près d'une fontaine                                                             | début 1720                | huile sur toile 53 × 64 cm       | Musée                  | Wallace Collection, Londres                             |
|         | Le Bain dessus de porte pour la salle à manger du petit Trianon                              | vers 1720                 | huile sur toile 100 × 150 cm     | Base Joconde           | musée national des châteaux de Versailles et de Trianon |
|         | La Pêche dessus de porte pour la salle à manger du petit Trianon                             |                           | huile sur toile 100 × 149 cm     | Base Joconde           | musée national des châteaux de Versailles et de Trianon |
|         | Le Concert champêtre dessus de porte pour la salle à manger du petit Trianon                 | vers 1720                 | huile sur toile 86 × 134 cm      | Base Joconde           | musée national des châteaux de Versailles et de Trianon |
|         | Conversation galante dans un parc                                                            | 1720-1723                 | huile sur toile 48 × 39 cm       | Base Joconde           | Paris, musée du Louvre                                  |
|         | Arlequin et Colombine                                                                        | 1721-1736                 | huile sur panneau 20 × 16 in     | Musée                  | Musée d'art d'El Paso                                   |
|         | Fête galante près d'une fontaine                                                             | 1722-1724                 | huile sur toile 65 × 81 cm       | Musée                  | Wallace Collection, Londres                             |
|         | Un concert pastoral                                                                          | vers 1725                 | huile sur bois 29 × 21 cm        | Musée                  | Musée des Beaux-Arts de Houston                         |
|         | L'Automne                                                                                    | vers 1725                 | huile sur toile 65 × 54 cm       | Musée                  | Musée national d'Art de Catalogne, Barcelone            |
|         | L'Hiver                                                                                      | vers 1725                 | huile sur toile 65 × 54 cm       | Musée                  | Musée national d'Art de Catalogne, Barcelone            |
|         | Troupes au repos                                                                             | vers 1725                 | huile sur toile 54 × 65 cm       | Musée                  | Metropolitan Museum, New York                           |
|         | Troupes en marche                                                                            | vers 1725                 | huile sur toile 54 × 65 cm       | Musée                  | Metropolitan Museum, New York                           |
|         | Fête galante avec un couple de danseurs                                                      | 1725-1726                 | huile sur toile 53 × 64 cm       | Musée                  | Wallace Collection, Londres                             |
|         | Une fête champêtre. Réjouissance de soldats                                                  | 1728 morceau de réception | huile sur toile 32 × 39 cm       | Base Joconde           | musée du Louvre, Paris                                  |
|         | Le Repos dans le parc                                                                        | vers 1728                 | huile sur toile 56 × 64 cm       | Musée                  | Frick Art Museum, Pittsburgh                            |
|         | Scène dans un parc Triptyque avec Répétition Musicale et Danse sous les arbres               | vers 1728                 | huile sur toile 149 × 84 cm      | Musée                  | musée de l'Ermitage, Saint-Petersbourg                  |
|         | Danse sous les arbres Triptyque avec Répétition Musicale et Scène dans un parc               | vers 1728                 | huile sur toile 147 × 101 cm     | Musée                  | musée de l'Ermitage, Saint-Petersbourg                  |
|         | Répétition Musicale Triptyque avec Danse sous les arbres et Scène dans un parc               | vers 1728                 | huile sur toile 149 × 84 cm      | Musée                  | musée de l'Ermitage, Saint-Petersbourg                  |
|         | Fête galante avec six personnages près d'une fontaine                                        | vers 1728                 | huile sur toile 46 × 39 cm       | Musée                  | Wallace Collection, Londres                             |
|         | Les Vivandières de Brest                                                                     | vers 1728                 | huile sur toile 47 × 59 cm       | Musée                  | Wallace Collection, Londres                             |
|         | Bataille arrivée dans le tripot, qui trouble la comédie Cycle du Roman comique               | 1729-1732                 | huile sur toile 28,6 × 38,2 cm   | Utpictura 18           | Potsdam, Palais de Sanssouci                            |
|         | Baignade                                                                                     | vers 1730                 | huile sur toile 64 × 85 cm       | Musée                  | Wallace Collection, Londres                             |
|         | Les Baigneurs                                                                                | vers 1730                 | huile sur toile 20 × 26 in       | Musée                  | musée d'art d'Indianapolis                              |
|         | La Danse                                                                                     | vers 1730                 | huile sur toile                  | Musée                  | Worcester Art Museum                                    |
|         | Fête Champêtre                                                                               | vers 1730                 | huile sur toile 56 × 66 cm       | Musée                  | Norton Simon Museum, Pasadena                           |
|         | Le Concert amoureux                                                                          | 1730-1733                 | huile sur toile 57 × 46 cm       | Musée                  | Wallace Collection, Londres                             |
|         | Le Colin-maillard                                                                            | 1730-1733                 | huile sur toile 57 × 46 cm       | Musée                  | Wallace Collection, Londres                             |
|         | La Danse                                                                                     | 1730-1733                 | huile sur toile 57 × 46 cm       | Musée                  | Wallace Collection, Londres                             |
|         | La Conversation intéressante                                                                 | 1730-1733                 | huile sur toile 57 × 46 cm       | Musée                  | Wallace Collection, Londres                             |
|         | Une fête champêtre pendant les vendanges                                                     | 1730-1733                 | huile sur toile 130 × 98 cm      | Musée                  | Dallas Museum of Art                                    |
|         | Baigneuses près d'une fontaine                                                               | 1730-1733                 | huile sur toile 130 × 96 cm      | Musée                  | Dallas Museum of Art                                    |
|         | Sur la terrasse                                                                              | 1730-1735                 | huile sur toile 72 × 100 cm      | Musée                  | National Gallery of Art, Washington                     |
|         | Les Plaisirs du bal                                                                          | 1730-1736                 | huile sur toile 55 × 64 cm       | Musée                  | Wallace Collection, Londres                             |
|         | La Barque de plaisir                                                                         | années 1730               | huile sur toile 75 × 94 cm       | Catalogue Sotheby's    | Collection privée Vente Sotheby's 2018                  |
|         | Scène galante dans un parc                                                                   | 1730-1735                 | huile sur toile 53 × 69 cm       | Musée                  | Yale University Art Gallery                             |
|         | La Diseuse de bonnaventure                                                                   | 1731                      | huile sur toile 72 × 91 cm       | Musée                  | musée d'Art du comté de Los Angeles                     |
|         | La Foire à Bezons                                                                            | vers 1733                 | huile sur toile 106,7 × 142,2 cm | Musée                  | New York, Metropolitan Museum of Art                    |
|         | Le Boudoir (Conte de La Fontaine)                                                            | vers 1733                 | huile sur toile 32 × 40 cm       | Musée                  | Wallace Collection                                      |
|         | Les Aveux indiscrets (Conte de La Fontaine)                                                  | vers 1734                 | huile sur toile 44 × 55 cm       | Catalogue d'exposition | Collection particulière                                 |
|         | Fête galante dans un paysage côtier                                                          | 1733-1734                 | huile sur toile 53 × 64 cm       | Musée                  | Wallace Collection                                      |
|         | Concert champêtre                                                                            | 1734                      | huile sur toile 52 × 68 cm       | Musée                  | Metropolitan Museum of Art , New York                   |
|         | Les Joies de la vie rurale                                                                   | vers 1735                 | huile sur toile 54 × 66 cm       | Musée                  | Munich, Alte Pinakothek                                 |
|         | Chasse chinoise esquisse du tableau d’Amiens pour la Petite Galerie de Louis XV à Versailles | 1736                      | huile sur toile 55 × 46 cm       | Base Atlas             | Musée du Louvre, Paris                                  |
|         | Baigneuses dans un parc                                                                      | vers 1736                 | huile sur toile 66 × 82 cm       | Base Joconde           | musée de Grenoble                                       |

## Dates non documentées
| Tableau | Titre                                     | Date | Dimensions                     | Référence            | Lieu de conservation                                               |
| ------- | ----------------------------------------- | ---- | ------------------------------ | -------------------- | ------------------------------------------------------------------ |
|         | Autoportrait [?] attribué à l'artiste     |      | huile sur toile 80 × 62,5 cm   | Base Joconde         | Musée des Beaux-Arts de Valenciennes                               |
|         | Fête champêtre                            |      | huile sur toile 32 × 39 cm     | Base Joconde         | Musée des beaux-arts de Rennes                                     |
|         | Fête Champêtre                            |      | huile sur toile 47 × 56 cm     | Musée                | Galerie nationale de Finlande, Helsinki                            |
|         | Fête Champêtre près d'une statue de Vénus |      | huile sur toile 55 × 44 cm     | Musée                | musée Boijmans Van Beuningen , Rotterdam                           |
|         | Repos dans un parc                        |      | huile sur toile 55 × 66 cm     | Musée                | Musée d'art de Saint-Louis                                         |
|         | Gibier mort                               |      | huile sur toile 37,5 × 46 cm   | Base Joconde         | musée du Louvre, Paris                                             |
|         | La Baigneuse                              |      | huile sur toile 16,5 × 20,5 cm | Base Joconde         | musée du Louvre, Paris                                             |
|         | Les Baigneuses                            |      | huile sur toile 75 × 60 cm     | Musée                | Musée de l'Ermitage, Saint-Petersbourg                             |
|         | Baigneuses                                |      | huile sur toile 655 × 567 cm   | Google Arts          | Musée d'art Bridgestone, Tokyo                                     |
|         | Compagnie de baigneurs dans un parc       |      | huile sur toile 49 × 59 cm     | Musée                | Nationalmuseum, Stockholm                                          |
|         | La Balançoire                             |      | huile sur toile 88 × 135 cm    | Base Joconde         | musée national des châteaux de Versailles et de Trianon            |
|         | La Danse                                  |      | huile sur toile 88 × 136 cm    | Base Joconde         | musée national des châteaux de Versailles et de Trianon            |
|         | La Toilette                               |      | huile sur toile 47 × 37,5 cm   | Base Joconde         | musée du Louvre, Paris                                             |
|         | Le Concert champêtre                      |      | huile sur toile 76 × 100 cm    | Base Joconde         | musée des Beaux-Arts de Valenciennes                               |
|         | Le Dénicheur de moineaux                  |      | huile sur toile 36,5 × 43,5 cm | Base Joconde         | musée des Beaux-Arts de Valenciennes variante au Musée Cognacq-Jay |
|         | Le Repas champêtre                        |      | huile sur toile 87 × 135 cm    | Base Joconde         | musée national des châteaux de Versailles et de Trianon            |
|         | Les Délassements de la campagne           |      | huile sur toile 75,5 × 100 cm  | Base Joconde         | musée des Beaux-Arts de Valenciennes                               |
|         | Les Plaisirs du bal d’après Watteau       |      | huile sur toile 55,3 × 70 cm   | Catalogue Christie's | Collection privée Vente Christie's 2014                            |
|         | Marche de troupes                         |      | huile sur toile 47 × 56 cm     | Base Joconde         | Musée des beaux-arts de Caen                                       |
|         | Campement ou Halte de soldats             |      | huile sur panneau 17 × 22 cm   | Musée                | musée national de l'art occidental, Tokyo                          |
|         | Portrait de Marguerite-Marie Pater        |      | huile sur toile 79,2 × 62,9 cm | Base Joconde         | musée des Beaux-Arts de Valenciennes                               |
|         | L'Amour et le badinage                    |      | huile sur toile 42 × 56 cm     | Catalogue Piasa      | Collection privée Vente Piasa 2003                                 |
|         | L'Age d'or                                |      | huile sur bois 16 × 23 cm      | Musée                | Metropolitan Museum, New York                                      |
|         | Procession de comédiens italiens          |      | huile sur toile 74 × 59 cm     | Musée                | Frick Collection, New York                                         |
|         | L'Orchestre de Village                    |      | huile sur toile 75 × 60 cm     | Musée                | Frick Collection, New York                                         |
|         | Le Cocu chahuté et content                |      | huile sur toile 46 × 56 cm     | Musée                | Nationalmuseum, Stockholm                                          |